# Бжустовня
Бжустовня (пол. Brzóstownia) — село в Польщі, у гміні Ксьонж-Велькопольський Сьремського повіту Великопольського воєводства.
Населення — 221 особа (2011).
У 1975-1998 роках село належало до Познанського воєводства.

## Демографія
Демографічна структура станом на 31 березня 2011 року:
|          | Загалом | Допрацездатний вік | Працездатний вік | Постпрацездатний вік |
| -------- | ------- | ------------------ | ---------------- | -------------------- |
| Чоловіки | 103     | 14                 | 81               | 8                    |
| Жінки    | 118     | 31                 | 70               | 17                   |
| Разом    | 221     | 45                 | 151              | 25                   |